# Wellington (region)
Wellington (potocznie określane jako Greater Wellington – Wielkie Wellington; maor. Te Whanga-nui-a-Tara) – region administracyjny na nowozelandzkiej Wyspie Północnej. 
Populacja wynosi 471 315 tysięcy mieszkańców (2013); w 2006 region zamieszkiwało 448 956 osób, a w 2001 – 423 768. Rdzeń regionu stanowi miasto o takiej samej nazwie wraz ze swoją aglomeracją.
Region dzieli się na 9 dystryktów:
- Tararua
- Kapiti Coast
- Porirua
- Upper Hutt
- Lower Hutt
- Wellington
- Masterton
- Carterton
- South Wairarapa